# Giovanni Paolo Benotto
Giovanni Paolo Benotto (Pisa, 23 settembre 1949) è un arcivescovo cattolico italiano, dal 6 febbraio 2025 arcivescovo emerito di Pisa.

## Biografia
Nasce a Pisa, città capoluogo di provincia e sede arcivescovile, il 23 settembre 1949 da Pietro e Bianca Vanni.

### Formazione e ministero sacerdotale
Consegue il diploma di maturità scientifica presso il Liceo scientifico statale Ulisse Dini di Pisa. Successivamente è alunno del seminario arcivescovile di Pisa, dove frequenta i corsi filosofico-teologici.
Il 28 giugno 1973 è ordinato presbitero dall'arcivescovo Benvenuto Matteucci, di cui diventa segretario particolare, fino al 1980.
Dal 1980 al 1993 è priore presso la parrocchia San Michele Arcangelo in Oratoio nel piano di Pisa e direttore dell'Ufficio liturgico diocesano e docente di Teologia liturgica presso il seminario arcivescovile. Dal 1993 è vicario generale dell'arcidiocesi e dal 1994 è canonico della cattedrale di Pisa; ricopre entrambi gli incarichi fino alla nomina episcopale.

### Ministero episcopale

#### Vescovo di Tivoli
Il 5 luglio 2003 papa Giovanni Paolo II lo nomina vescovo di Tivoli; succede a Pietro Garlato, dimessosi per raggiunti limiti di età. Il 7 settembre successivo riceve l'ordinazione episcopale, nella cattedrale di Pisa, dall'arcivescovo Alessandro Plotti, co-consacranti l'arcivescovo Paolo Romeo (poi cardinale) e il vescovo Pietro Garlato. Il 4 ottobre prende possesso della diocesi.
Il 19 agosto 2006 è nominato membro ad quinquennium della Congregazione delle cause dei santi.

#### Arcivescovo di Pisa
Il 2 febbraio 2008 papa Benedetto XVI lo nomina arcivescovo metropolita di Pisa; succede ad Alessandro Plotti, dimessosi per raggiunti limiti di età. Il 6 aprile seguente prende possesso dell'arcidiocesi.
È il primo arcivescovo nativo dell'arcidiocesi dopo 202 anni: l'ultimo fu Ranieri Alliata che la guidò dal 1806 al 1836.
Il 29 giugno 2008 riceve il pallio dal papa, nella basilica di San Pietro in Vaticano.
Il 6 febbraio 2025 papa Francesco accoglie la sua rinuncia, presentata per raggiunti limiti di età, al governo pastorale dell'arcidiocesi di Pisa; gli succede Saverio Cannistrà, già preposito generale dei carmelitani scalzi. Rimane amministratore apostolico dell'arcidiocesi fino all'ingresso del successore, avvenuto l'11 maggio seguente.

## Genealogia episcopale e successione apostolica
La genealogia episcopale è:
- Cardinale Scipione Rebiba
- Cardinale Giulio Antonio Santori
- Cardinale Girolamo Bernerio, O.P.
- Arcivescovo Galeazzo Sanvitale
- Cardinale Ludovico Ludovisi
- Cardinale Luigi Caetani
- Cardinale Ulderico Carpegna
- Cardinale Paluzzo Paluzzi Altieri degli Albertoni
- Papa Benedetto XIII
- Papa Benedetto XIV
- Papa Clemente XIII
- Cardinale Enrico Benedetto Stuart
- Papa Leone XII
- Cardinale Chiarissimo Falconieri Mellini
- Cardinale Camillo Di Pietro
- Cardinale Mieczysław Halka Ledóchowski
- Cardinale Jan Maurycy Paweł Puzyna de Kosielsko
- Arcivescovo Józef Bilczewski
- Arcivescovo Bolesław Twardowski
- Arcivescovo Eugeniusz Baziak
- Papa Giovanni Paolo II
- Arcivescovo Alessandro Plotti
- Arcivescovo Giovanni Paolo Benotto

La successione apostolica è:
- Vescovo Roberto Filippini (2016)
- Arcivescovo Saverio Cannistrà, O.C.D. (2025)

## Araldica
| Stemma | Descrizione |
| ------ | --- |
|        | La forma dello stemma è quella più largamente utilizzata: lo scudo sannitico. Il cappello vescovile è verde (il colore di patriarchi, arcivescovi e vescovi), con appesi dieci fiocchi per lato (il numero di fiocchi che spetta ad un arcivescovo). Il palo che sostiene lo scudo termina con la croce metropolitana trifogliata. La parte superiore ricorda il vessillo crociato concesso dal Papa alla Chiesa pisana nel corso del sec. XIII, croce bianca su campo rosso. Ad esso è appeso il pallio, segno del metropolita. Nella parte inferiore, il campo è azzurro, in ricordo dell'arcivescovo pisano Alamanno Adimari, morto a Tivoli. Il campo è tagliato da due onde che corrono in parallelo, ad indicare i fiumi Aniene e l'Arno, che attraversano le città di Tivoli e di Pisa, rispettivamente. |

## Pubblicazioni
- Giovanni Paolo Benotto, Oratoio: appunti per una storia, pubblicazione parrocchiale, ottobre 2007.
- Giovanni Paolo Benotto, Rupecava: alle radici della memoria. Appunti per una storia dell'Eremo di Santa Maria ad Martyres, Pontedera, Bandecchi & Vivaldi, 1997.